# McDiarmid Park
 (mars 2025).
Si vous disposez d'ouvrages ou d'articles de référence ou si vous connaissez des sites web de qualité traitant du thème abordé ici, merci de compléter l'article en donnant les références utiles à sa vérifiabilité et en les liant à la section « Notes et références ».
Le McDiarmid Park est un stade de football situé à Perth.
Ce stade de football d'une capacité de 10 696 places toutes assises accueille, depuis sa construction en 1989, les matches à domicile de Saint Johnstone, club évoluant en Scottish Premiership.
De 1995 à 1998, le stade est aussi utilisé pour les matchs à domicile du club de rugby à XV, les Caledonia Reds, aujourd'hui disparu.

## Affluence
Le record d'affluence a été établi le 26 février 1990 pour un match entre Saint Johnstone et les Rangers avec 10 721 spectateurs.
Les moyennes de spectateurs pour les précédentes saisons sont :
- 2014-2015: 4 592 (Premiership)
- 2013-2014: 3 806 (Premier League)
- 2012-2013: 3 712 (Premier League)

## Transport
La gare la plus proche est la gare de Perth (en), située à 10 minutes à pied. Le stade est rapidement accessible depuis l'A9 (en).